# 东沙礁
东沙礁位于南中国海北部东沙群岛中，与东沙岛在同一个大礁盘上，呈C型环状，礁弧长约16公里，宽约2公里，礁湖内径约20～25公里，水深一般不超过20米。西侧与东沙岛组成具两缺口的圆环，形成南、北水道，两水道间为东沙岛。低潮时东部、西部和北部有礁盘露出。
东沙礁由中华民国政府管轄，過去在行政上划归海南特別行政區，現今則由高雄市旗津區代管。中華民國政府於2007年1月17日成立东沙环礁国家公园。